# Nardò rosso
Il Nardò rosso è un vino DOC la cui produzione è consentita nella provincia di Lecce.

## Caratteristiche organolettiche
- colore: rosso rubino più o meno intenso.
- odore: vinoso con profumo intenso.
- sapore: armonico, poco amarognolo, vellutato e giustamente tannico.

## Produzione
Provincia, stagione, volume in ettolitri
- nessun dato disponibile